# Panzerzug Naprzód
Der Panzerzug Naprzód war ein improvisierter polnischer Panzerzug während des dritten schlesischen Aufstandes von 1921.

## Geschichte
Als am 2. Mai 1921 der dritte schlesische Aufstand begann, setzten die Aufständischen eine größere Anzahl an Panzerzügen ein, darunter auch den Panzerzug Naprzód. Dieser wurde am 8. Mai 1921 in Sośnice in Dienst genommen, aber nie vollständig ausgerüstet. Ab dem 1. Juni erhielt er die Nummer 4 und wurde Teil der 2. Panzerzugdivision mit der Bezeichnung Pociąg pancerny 4 „Naprzód“ (kurz: P.P., deutsch: Panzerzug).

## Technische Daten
Über die Zusammensetzung des Panzerzug Naprzód sind keinerlei Informationen überliefert worden, da er auch nie komplett zusammengestellt wurde.

## Einsatz
Der Panzerzug Naprzód nahm an keinen Kampfhandlungen teil. Der Verbleib des Panzerzuges ist nicht bekannt.